# إدواردا سانتوس لشبوة
إدواردا سانتوس لشبوة (مواليد 1 أغسطس 1998) هي لاعبة كرة طائرة شاطئية برازيلية.